# 프레데리크 10세
프레데리크 10세(덴마크어: Frederik 10., 1968년 5월 26일~)는 덴마크의 현 국왕으로 마르그레테 2세와 부군 헨리크의 장남이다. 본명은 프레데리크 앙드레 헨리크 크리스티안(Frederik André Henrik Christian)이다.
1995년 2월, 오르후스 대학교에서 정치학 학위를 수료하고 아말리엔보르궁 친위대, 덴마크잠수공작대 등에서 복무하였다. 2004년 5월 14일, 오스트레일리아 출신 평민 메리 도날드슨과 결혼해 화제를 뿌렸다. 자녀로는 2남 2녀로 크리스티안 왕세자, 이사벨라 공주, 이란성 쌍둥이 남매 빈센트 왕자와 요세피네 공주를 두고 있다.
2024년 1월 14일 어머니 마르그레테 2세가 즉위 52주년을 맞아 퇴위하면서 왕위를 계승하게 되었다.